# Guðbrandur Þorláksson

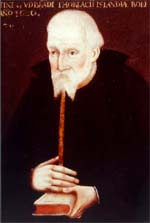
Guðbrandur Þorláksson op een schilderij uit de 17e eeuw

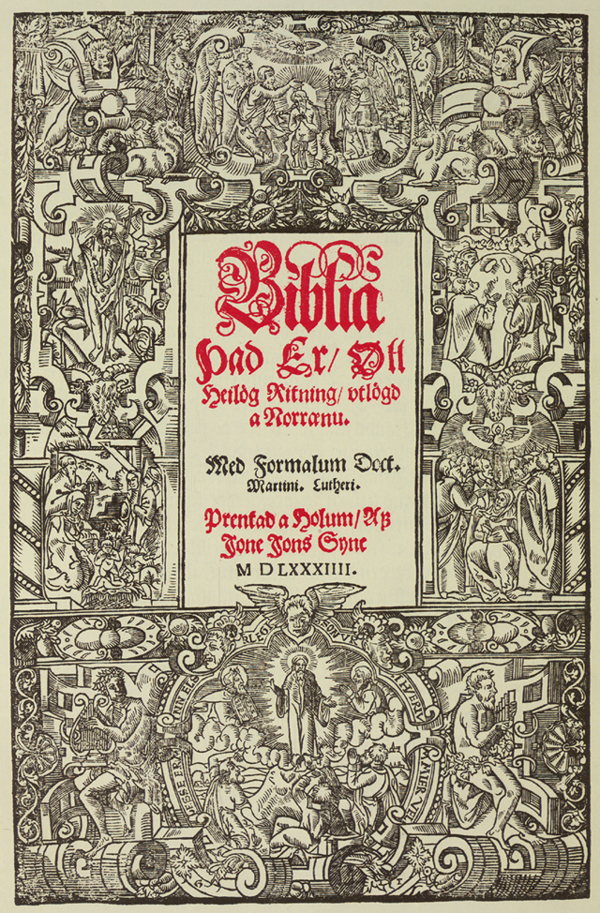
Guðbrandur publiceerde in 1584 de eerste complete IJslandse vertaling van de Bijbel.

Guðbrandur Þorláksson (Gudbrandur Thorlaksson) (1541 - 20 juli 1627) was de zoon van Þorlákur Hallgrímsson, priester van Mel van de fjord Miðfjörður, en van Helga Jónsdóttir. 
Hij was een van de grootste geleerden van IJsland. Zo was hij wiskundige, cartograaf en luthers bisschop in Hólar in Noord-IJsland. Hij studeerde van 1553 tot 1559 aan de kathedraalschool in Hólar en in 1560 aan de Universiteit van Kopenhagen, wat in die tijd ongebruikelijk was omdat de meeste IJslandse studenten in Duitsland gingen studeren. Nadat hij naar IJsland was teruggekeerd was hij rector van de school in Skálholt en vervolgens priester in Breiðabólstaður (Noord-IJsland). Op voordracht van zijn docent aan de Deense Universiteit, de bisschop van Seeland, benoemde koning Frederik II van Denemarken hem tot bisschop van Hólar, ondanks het feit dat de IJslandse priestergemeenschap andere kandidaten had. Hij was daar bisschop vanaf 8 april 1571 tot aan zijn dood in 1627.
Hij redigeerde en publiceerde meer dan tachtig boeken tijdens zijn bisdom in Hólar, waaronder de eerste volledige IJslandse vertaling van de Bijbel (de zogenaamde Guðbrandsbiblía), alsmede het IJslandse Wetboek. Hij was ook de eerste die in 1590 een nauwkeurige kaart van IJsland tekende.

## Trivia
- Hij en zijn vrouw Guðrún Gísladóttir kregen ten minste één kind, een dochter Steinunn, geboren in 1571.
- Guðbranður Þorláksson was de oom van Pétur Guðmundsson, de vader van Hallgrímur Pétursson.
- Zijn afbeelding stond op het IJslandse bankbiljet van vijftig kronen, dat echter niet meer in gebruik is.